# Australoheros perdi
Australoheros perdi es una especie de pez que integra el género Australoheros de la familia Cichlidae en el orden de los Perciformes. Habita en el centro-este de América del Sur.

## Distribución geográfica
Este pez habita en el centro-este de América del Sur, siendo endémico del sureste del Brasil, sólo conocida de la localidad tipo, el parque estadual do Rio Doce (PERD), en la región lacustre de la cuenca media del río Doce, valle del río Doce.
Se encuentra en la laguna Gambazinho, un pequeño y alargado lago oligotrófico situado dentro del parque estadual do Rio Doce (PERD), el cual posee una profundidad máxima de 10,3 m sin estratificación térmica. Los adultos se alimentan de camarones Macrobrachium jelskii, peces, insectos acuáticos y terrestres, materiales vegetales y otros invertebrados. Individuos inmaduros capturan como alimento principalmente zooplancton y cladóceros. Ejemplares maduros miden 5 cm en el caso de las hembras y 7,2 cm en los machos.

## Taxonomía y características
Australoheros perdi fue descrita para la ciencia en el año 2011, por los ictiólogos Felipe P. Ottoni, A. Q. Lezama, M. L. Triques, E. N. Fragoso-Moura, C. C. T. Lucas y F. A. R. Barbosa.
Etimología
La etimología de su nombre genérico Australoheros deriva de la palabra latina australis en el sentido de 'sur', y el nombre nominal 'héroe', de la tribu Heroini. El término específico perdi proviene del parque estadual do Rio Doce (PERD), la localidad donde se recolectaron los ejemplares originales.